# Seleção Salvadorenha de Voleibol Feminino
A seleção salvadorenha de voleibol feminino é uma equipe caribenha composta pelos melhores jogadores de voleibol de El Salvador. A equipe é mantida pela Federação Salvadorenha de Voleibol. Encontra-se na 99ª posição do ranking mundial da Federação Internacional de Voleibol segundo dados de 14 de agosto de 2021.
Nunca participou de uma edição de Jogos Olímpicos ou Campeonato Mundial. No âmbito continental, estreou no Campeonato da NORCECA em 2001, sendo neste seu melhor resultado obtido quando terminou no sexto lugar.